# Amblyopone mercovichi
Amblyopone mercovichi is een mierensoort uit de onderfamilie van de Amblyoponinae. De wetenschappelijke naam van de soort is voor het eerst geldig gepubliceerd in 1960 door Brown.